# Batrachostomus stellatus
El podargo estrellado o podargo de Gould (Batrachostomus stellatus) es una especie de ave caprimulgiforme de la familia Podargidae que vive en el sudeste asiático. 

## Distribución y hábitat
Se encuentra en los bosques tropicales del sur de la península malaya, Sumatra, Borneo e islas menores aledañas, distribuido por Brunéi, Indonesia, Malasia, Singapur y Tailandia. Está amenazada por la pérdida de hábitat.